# Португалско-османски ратови
Османско-португалски или турско-португалски сукоби односи се на низ различитих војних сусрета између Португалског царства и Османског царства или између других европских сила и Османског царства у којима су релевантне португалске војне снаге учествовале. 
Неки од ових сукоба били су кратки, док су други трајали много година. Већина ових сукоба била је у Индијском океану, у процесу ширења Португалског царства. Ови сукоби су укључивали и регионалне силе, након што се Адалски султанат, уз помоћ Сомалијског Аџурског царства и Османског царства, након 1538. борио против Етиопског царства. Етиопљане су подржавали Португалци, под командом Кристова Гаме, сина познатог истраживача Васка да Гаме. Овај рат је познат као етиопско-адалски рат.

## Конфликти
- Португалска експедиција у Отранту
- Португалско освајање Гое
- Опсада Џеде
- Опсаде Дије
- Османско-португалски конфликти (1538–1559)
- Освајање Адена
- Освајање Муската
- Битка код Оманског залива
- Османска експедиција у Ацех
- Османско -португалски сукоби (1586–1589)